# It's Great to Be Alive
It's Great to Be Alive is een Amerikaanse filmkomedie uit 1933 onder regie van Alfred L. Werker. Destijds werd de film in Nederland uitgebracht onder de titel De wereld zonder mannen.

## Verhaal
De Braziliaanse piloot Carlos Martin is al vijf jaar gestrand op een afgelegen eiland in de Stille Zuidzee. Hij wordt ontdekt door vrouwelijke matrozen, die hem terugbrengen naar de bewoonde wereld. Daar blijkt dat hij de laatste vruchtbare man op aarde is, omdat de rest van de mannelijke wereldbevolking getroffen is door "masculitis".

## Rolverdeling
| Acteur           | Personage      |
| ---------------- | -------------- |
| Raul Roulien     | Carlos Martin  |
| Edna May Oliver  | Dr. Prodwell   |
| Gloria Stuart    | Dorothy Wilton |
| Herbert Mundin   | Brooks         |
| Joan Marsh       | Toots          |
| Dorothy Burgess  | Al Moran       |
| Emma Dunn        | Mevrouw Wilton |
| Edward Van Sloan | Dr. Wilton     |
| Robert Greig     | Perkins        |